# Klaksvíkstriden
Klaksvíkstriden (færøsk: Klaksvíksstríðið) var en indenrigspolitisk strid og et folkeoprør i 1955 i Klaksvík på Færøerne mod den danske overmyndighed. Den udløsende årsag var at overlægen ved byens sygehus, Olaf Halvorsen, blev afskediget mod indbyggernes vilje. Kort tid efter folkeafstemningen om Færøernes uafhængighed fra Danmark og indføringen af det indre selvstyre, blev lægesagen opfattet som en utidig indblanding i Færøernes indre forhold. For at dæmpe uroen blev 120 danske politibetjente sendt til byen, men før de nåede frem, spærrede lokalbefolkningen indsejlingen til havnen med tønder og en gammel båd, som skal have været lastet med sprængstof. Før det kom til konfrontation, blev der indgået et politisk forlig.

## Hændelsesforløb
Striden startede, da den danske lægeforenings hovedbestyrelse i 1953 anklagede den vikarerende læge på Klaksvík sygehus, Olaf Halvorsen, for at have meldt sig til tjeneste som læge for SS på Østfronten. Sagen endte med, at man udtalte "en alvorlig misbilligelse" over forholdet, og der var således ingen krav om ekskludering, bod eller andre disciplinære foranstaltninger, omend Halvorsen blev pålagt at betale sagens omkostninger på 601,50 kr. Dette nægtede Halvorsen imidlertid at efterkomme, og han blev følgelig ekskluderet af Lægeforeningen. Han kunne derfor ikke få ansættelse på sygehusene i Danmark men ansattes som vikarierende læge på Klaksvík sygehus den 1. juli 1951.
I 1955 bestemte de færøske og danske myndigheder i Tórshavn imidlertid at fyre Halvorsen, formodentlig på grund af hans nazistiske fortid og valgte i stedet at ansætte den færøske læge Eivind Rubek Nielsen. Dette faldt dog ikke i god jord i lokalområdet, hvor en stor del af befolkningen ville beholde Halvorsen og så myndighedernes beslutning som en dansk provokation og en utidig indblanding i lokale forhold.
For at eksekvere denne bestemmelse rejste rigsombudsmand Niels Elkjær Hansen og andre repræsentanter for myndighederne d. 21. april 1955 til Klaksvík for at gennemføre en fogedforretning, der skulle fjerne den omstridte læge. De mødtes her af ca. 100 vrede beboere, der forhindrede de færøske og danske myndigheder i at gennemføre fogedforretningen, og som i stedet jagtede deputationen gennem byen og ombord på ruteskibet Tjaldur, som fik trosserne kappet over og måtte søge havn i Fuglafjørður.
De lokale autoriteter udbeder sig assistance fra Danmark, og d. 22. april 1955 sejler DFDS's skib M/S Parkeston ud af Esbjerg Havn med lagmand Kristian Djurhuus, seks journalister, ca. 50 kasser våben og ammunition, en udrykningsvogn og 120 politibetjente medbringende seks politihunde.
I Klaksvík derimod opretter man en vagt med bevæbnede mænd, og havneindsejlingen blokeres med et gammelt skib fyldt med sprængstof som tegn på, at man ikke ville lade sig kue.
Hændelserne bevirkede, at den danske regering besluttede at sende finansminister Viggo Kampmann til Færøerne for at mægle i striden. En del af forliget blev, at Halvorsen midlertidigt skulle rejse til Danmark, hvad han også gjorde, og to danske læger blev i den forbindelse konstitueret på Klaksvík Sygehus. Halvorsen hørte man ikke mere til, og den læge, der skulle frasige sig stillingen, reagerede, men afventede.
Da de to danskes lægers funktionstid på et halvt år nærmede sig afslutningen, indkaldte rigsombudsmanden sygehusbestyrelsen til møde i Klaksvík den 23. september 1955. Da delegationen kl. 19.30 var på vej til sygehuset, blev de mødt af ca. 150 mennesker, der nærmest overfaldt dem med skub og slag og forlangte, at det af Viggo Kampmann givne løfte skulle holdes.
Begivenhederne fik regeringen i Danmark til at reagere, og den 28. september 1955 afgik fregatten Rolf Krake fra Korsør med 30 politibetjente om bord og ankom til Klaksvík 1. oktober sammen med orlogskutterne "Skarven" og "Ertholm"
I mellemtiden var Kampmann fløjet til Færøerne og kunne her konstatere forligets totale forlis.
Den 1. oktober nåede Rolf Krake til kaj i Klaksvík. Omkring 100 unge mennesker forsøgte at trænge inden for afspærringen, men med hunde og stave lykkedes det politiet at opretholde ro og orden.
24. oktober 1955 var de første anklageskrifter klar, og den 15. november 1955 kunne dommene afsiges. Der var 31 anklagede, som alle på nær en blev dømt, men 18 af disse domme blev anket, heraf blev 14 domme stadfæstet og 4 omstødt.
Den 7. november 1955 blev et tomt hus, der skulle have været brugt af politiet, sprængt i luften. Den 20. november blev lagmandens hus i Tvøroyri beskudt med en maskinpistol – ingen blev dog ramt. Den 22. november blev der sprængt en bombe uden for politistationen i Klaksvík, men ingen kom alvorligt til skade. Ingen af hændelserne blev opklaret.
Klaksvíkstriden ophørte den 9. maj 1956, efter at sygehusbestyrelsen ansatte Knud Seedorf som sygehuslæge.
- Folkemøde om lægesagen i Klaksvík, ukendt dato.
- 21. april: Kommunelægen i Tórshavn forhindres i at gå i land i Klaksvík.
- 21. april: Politimesteren standses af folkemængden og tvinges tilbage i båden.
- 28. april: Indsejlingen til Klaksvík spærres med tønder og en båd med sprængstof.

## Olaf Halvorsens livsforløb
Olaf M.K. Halvorsen blev født i Danmark i 1913. Han mistede sin far da han var to år, og sin mor da han var fem. Efter dette voksede han op hos sine bedsteforældre i Nykøbing Falster. Bestefaderen døde da Olaf var 14 år gammel.
Han studerede ved Københavns Universitet. I 1938 meldte han sig ind i Danmarks Nationalsocialistiske Arbejderparti (DNSAP) under ledelse af Frits Clausen, som også var læge. Efter at Halvorsen fuldførte medicinstudierne i 1939, sørgede Clausen for at Halvorsen vikarierede for ham i Bovrup i Sønderjylland i nogle måneder. Angrebet på Danmark i 1940 førte til et tillidsbrud og uvenskab mellem Clausen og Halvorsen, og Halvorsen meldte sig ud af DNSAP.
I 1948 blev han anklaget af hovedbestyrlsen i Den Almindelige Danske Lægeforening for at have meldt sig til tjeneste som læge for SS ved østfronten. Halvorsen benægtedet dette, og lægeforeningens voldgiftsdomstol dømte ham kun til «en alvorlig misbilligelse» i 1949. Der var ingen krav om ekskludering, bod eller andre disciplinære foranstaltninger, men Halvorsen blev pålagt at betale sagsomkostningene på 601,50 danske kroner. Halvorsen nægtede at efterkomme dette krav, og mødte ikke op under voldgiftsdomstolens forhandlinger, og han blev derefter ekskluderet af lægeforeningen i 1950.
På grund af eksklusionen, kunne han ikke få ansættelse som læge i Danmark. Han fik også afslag på de stillinger han søgte på Grønland. På Færøerne fik han ansættelse på Dronning Alexandrines hospital i Tórshavn, hvor han også underviste sygeplejeeleverne, derefter i Klaksvík, hvor han blev konstitueret som sygehus- og kommunelæge den 1. juli 1951. Olaf Halvorsen kom til Klaksvík med sin kone Andrea og deres to unge sønner.
Allerede ved konstitueringen gjorde både sygehusbestyrelsen og landslægen på Færøerne, Hans Debes Joensen, det klart at Halvorsen måtte blive enig med lægeforeningen for at blive vurderet ved den endelige ansættelse. Lægeforeningens repræsentantskab vedtog et amnesti for læger som var blevet ekskluderet for «unational» optræden. Imidlertid nægtede Halvorsen fortsat løse sit mellemværende med lægeforeningen. Han sagde også at hvis kravet blev frafaldt, ville han tage det som et bevis på at han var blevet behandlet uretmæssigt. Kravet blev stående uafklaret.
Rygterne om Halvorsens fortid spredte sig hurtigt, men lokalbefolkningen ser ikke ud til at have brudt sig særligt om det. Halvorsen fik et godt forhold til lokalbefolkningen, selv om han blev opfattet som strengt disciplineret.
Efter Klaksvíkstriden slog han sig ned i den københavnske forstad Klampenborg som praktiserede læge indtil sin pensionering. Han vendte aldrig tilbage til Færøerne, men havde alligevel et maleri af Klaksvík hængende i sin stue. Olaf Halvorsen døde i 1993 i en alder af 80 år.